# 淺川博貴
淺川博貴（日語：浅川 博貴），男性日本配音員。為人熟悉的代表配音作品是SNK電玩格鬥遊戲《餓狼 MARK OF THE WOLVES》的金杰夫。

## 演出作品
※粗體字表示說明飾演的主要角色。

### 遊戲
1999年
- 餓狼 MARK OF THE WOLVES（金在勳）
- 侍魂新章 ～劍客異聞錄 甦醒的蒼紅之刃～（侍）

2000年
- 格鬥天王2000（金在勳[1]）

## 腳註